# Elijah Litana
Elijah Litana (5 dicembre 1970) è un ex calciatore zambiano, di ruolo difensore.

## Carriera

### Club
Ha giocato nel massimo campionato zambiano e saudita.

### Nazionale
Con la maglia della Nazionale ha disputato quattro edizioni della Coppa d'Africa.